# Orbeni (gmina)
Orbeni – gmina w Rumunii, w okręgu Bacău. Obejmuje miejscowości Orbeni i Scurta. W 2011 roku liczyła 3760 mieszkańców.